# Priča o Leu - roman za decu
Priča o Leu, roman je za decu, izdat u junu 2025.godine, autorke iz Srbije, Jelene Vučetić, a u izdanju IK “Besani”.

Iako je autorka mnogih tekstova, koje godinama objavljuje na svom sajtu https://beingmomjelena.com/, od roditeljskih saveta, priča za decu i o deci, ali i onih romantičnih poema i proze, Jeleni je ovo prvi samostalni roman.
Avanture dečaka koji se iz godine u godine seli, nema ni prozore u sobu niti mobilni telefon, i koji se silno trudi da sazna razloge svemu tome, odvešće čitaoce u školske klupe, svet odrastanja i događaje veoma važne za sve nas.

“Leo ima dvanaest godina, ali iza njegovih očiju krije se mnogo više od dečije znatiželje. Selidbe, laži, nova škola, stari strahovi – sve to nosi kao tajni ranac na leđima. U svetu u kojem odrasli ne govore istinu, a prijateljstva znače više nego što deluju, Leo pokušava da pronađe ono najvažnije: sebe.
Priča o Leu je nežna i napeta potraga za istinom kroz dečje oči, puna tišine, intuicije i malih znakova koji prave veliku razliku. Ovo nije obična priča o odrastanju. Ovo je priča o hrabrosti kad je najteže — kad ne znaš kome smeš da veruješ, pa moraš da veruješ sebi.”
1. ↑  „Priča o Leu”. Besani (на језику: српски). Приступљено 2025-08-02.